# Queen Elizabeth II Jubilee Stakes
Groupe 1
Les Queen Elizabeth II Jubilee Stakes est une course hippique de plat se déroulant au mois de juin sur l'hippodrome d'Ascot en Angleterre, durant le meeting royal.
C'est une course de groupe 1 réservée aux chevaux de 4 ans et plus, qui se court sur environ 1 200 mètres  (6 furlongs). 
Créée en 1868, elle est baptisée Cork & Orrery Stakes, avant de prendre le nom de Golden Jubilee Stakes à l'occasion du jubilé d'or d'Élisabeth II en 2002, puis Diamond Jubilee Stakes pour son jubilé de diamant, puis Platinum Jubilee Stakes pour son jubilé de platine et enfin Queen Elizabeth II Jubilee Stakes après la mort d'Élisabeth II. Elle accède au statut de groupe 1 en 2002. En 2015, à la faveur de la création de la Commonwealth Cup, elle est fermée aux 3 ans. Sa dotation actuelle s'élève à £ 1 000 000.

## Palmarès depuis 2002
| Année  | Vainqueur          | S/A | Pays        | Père              | Jockey            | Entraîneur         | Propriétaire                     | Deuxième           | Troisième          | Temps   |
| ------ | ------------------ | --- | ----------- | ----------------- | ----------------- | ------------------ | -------------------------------- | ------------------ | ------------------ | ------- |
| 2025   | Lazzat             | H.4 | France      | Territories       | James Doyle       | Jérôme Reynier     | Wathnan Racing                   | Satono Reve        | Flora of Bermuda   | 1'11"30 |
| 2024   | Khaadem            | H.8 | Royaume-Uni | Dark Angel        | Oisin Murphy      | Charlie Hills      | Fitri Hay                        | Swingalong         | Mill Stream        | 1'12"25 |
| 2023   | Khaadem            | H.7 | Royaume-Uni | Dark Angel        | Jamie Spencer     | Charlie Hills      | Fitri Hay                        | Sacred             | Highfield Princess | 1'12"42 |
| 2022   | Naval Crown        | M.4 | Royaume-Uni | Dubawi            | James Doyle       | Charlie Appleby    | Godolphin                        | Creative Force     | Artorius           | 1'12"17 |
| 2021   | Dream of Dreams    | H.7 | Royaume-Uni | Dream Ahead       | Ryan Moore        | Sir Michael Stoute | Saeed Suhail                     | Glen Shiel         | Art Power          | 1'14"87 |
| 2020   | Hello Youmzain     | M.4 | Royaume-Uni | Kodiac            | Kevin Stott       | Kevin Ryan         | Haras d'Etreham & Cambridge Stud | Dream of Dreams    | Sceptical          | 1'13"42 |
| 2019   | Blue Point         | M.5 | Royaume-Uni | Shamardal         | James Doyle       | Charlie Appleby    | Écurie Godolphin                 | Dream Of Dreams    | Kachy              | 1'11"42 |
| 2018   | Merchant Navy      | M.4 | Australie   | Fastnet Rock      | Ryan Moore        | Aidan O'Brien      | Merchant Navy Synd & Coolmore    | City Light         | Bound For Nowhere  | 1'12"09 |
| 2017   | The Tin Man        | H.5 | Royaume-Uni | Equiano           | Tom Queally       | James Fanshawe     | Fred Archer Racing & Ormonde     | Tasleet            | Limato             | 1'12"02 |
| 2016   | Twilight Son       | M.4 | Royaume-Uni | Kyllachy          | Ryan Moore        | Henry Candy        | G.Wilson & Cheveley Park Stud    | Gold Fun           | Signs of Blessing  | 1'13"78 |
| 2015   | Undrafted          | H.5 | États-Unis  | Purim             | Lanfranco Dettori | Wesley Ward        | Welker & Kumin                   | Brazen Beau        | Astaire            | 1'12"69 |
| 2014   | Slade Power        | M.5 | Royaume-Uni | Dutch Art         | Wayne Lordan      | Edward Lyman       | Sabena Power                     | Due Diligence      | Aljamaaheer        | 1'12"40 |
| 2013   | Lethal Force       | M.4 | Royaume-Uni | Dark Angel        | Adam Kirby        | Clive Cox          | Alan Craddock                    | Society Rock       | Krypton Factor     | 1'13"36 |
| 2012   | Black Caviar       | F.6 | Australie   | Bel Esprit        | Luke Nolen        | Peter Moody        | G.J. Wilkie                      | Moonlight Cloud    | Restiadargent      | 1'14"10 |
| 2011   | Society Rock       | M.4 | Royaume-Uni | Rock of Gibraltar | Patrick Cosgrave  | James Fanshawe     | Simon Gibson                     | Monsieur Chevalier | Star Witness       | 1'13"22 |
| 2010   | Starspangledbanner | M.4 | Australie   | Choisir           | Johnny Murtagh    | Aidan O'Brien      | Coolmore & Massey                | Society Rock       | Kinsale King       | 1'12"57 |
| 2009   | Art Connoisseur    | M.3 | Royaume-Uni | Lucky Story       | Tom Queally       | Michael Bell       | R.A. Green                       | Cannonball         | Lesson In Humility | 1'14"90 |
| 2008   | Kingsgate Native   | M.3 | Royaume-Uni | Mujadil           | Seb Sanders       | John Best          | John Mayne                       | War Artist         | Sir Gerry          | 1'13"33 |
| 2007   | Soldier's Tale     | H.6 | Royaume-Uni | Stravinsky        | Johnny Murtagh    | Jeremy Noseda      | Budget Stable                    | Takeover Target    | Asset              | 1'14"51 |
| 2006   | Les Arcs           | M.6 | Royaume-Uni | Arch              | John Egan         | Tim Pitt           | Willie McKay                     | Balthazaar’s Gift  | Takeover Target    | 1'13"12 |
| 2005 * | Cape of Good Hope  | M.7 | Hong Kong   | Inchinor          | Michael Kinane    | David Oughton      | Ronald Carstairs                 | Galeota            | Balmont            | 1'08"58 |
| 2004   | Fayr Jag           | H.5 | Royaume-Uni | Fayruz            | Willie Supple     | Tim Easterby       | Jonathan Gill                    | Crystal Castle     | Cape of Good Hope  | 1'13"35 |
| 2003   | Choisir            | M.4 | Australie   | Danehill Dancer   | Johnny Murtagh    | Paul Perry         | T. Wallace & Partners            | Airwave            | Barons Pit         | 1'12"23 |
| 2002   | Malhub             | M.4 | Royaume-Uni | Kingmambo         | Kevin Darley      | John Gosden        | Hamdan Al Maktoum                | Danehurst          | Three Points       | 1'14"34 |

* La course s'est disputée sur l'hippodrome d'York.